# Ellie Olin
Ellie Elin Cecilia Elisabeth Olin Tell, ogift Svensson, född 29 januari 1923 i Västra Skrävlinge församling i Malmö, död 15 september 2011 i Knivsta församling i Uppsala län, var en svensk journalist, författare, målare och grafiker. 
Olin studerade för Albert Sjöström i Norrköping, men såg sig själv som autodidakt inom konsten.  
Hon deltog bland annat i Decemberutställningen i Konsthallen i Göteborg, vårsalongen i Nystedts konstsalong i Linköping 1950, en utställning av svenska Pariskonstnärer på Cercle Suédois i Paris 1957.
Hennes konst omfattar figurmotiv, ofta med en dragning åt det makabra eller det morbida, detta förklarar hon med sviter över psykoanalytiska begrepp samt biologiska abstraktioner. 
Olin finns representerad vid Norrköpings konstmuseum med fyra bilder ur sviten Vandring med träden.
Hon var under en period från 1954 bosatt i Frankrike.